# عبدالرحمن بن کثیر اللخمی
عبدالرحمن بن کثیر اللخمی (عربی: عبد الرحمن بن كثير اللخمي) بیست و دومین والی اموی اندلس (۷۴۶-۷۴۷) بوده است.
وی پس از درگذشت ثوابه بن سلامه الجذامی به حکومت اندلس رسید اما این انتخاب باعث ایجاد اختلاف و جنگ میان قبائل مسلمانان در اندلس شد، پس از سه ماه برای جلوگیری از تشدید اختلافات وی از حکومت برکنار و یوسف بن عبدالرحمن الفهری به حکومت اندلس انتخاب شد.